# رودلف وايلد
رودلف وايلد (بالألمانية: Rudolf Wild)‏ هو كيميائي ألماني، ولد في 25 فبراير 1904 في فيزلوخ في ألمانيا، وتوفي في 16 سبتمبر 1995 في إبلهايم في ألمانيا.